# Межове (селище)
Межове́ — селище Макіївської міської громади Донецького району Донецької області, Україна. Розташоване на річці Грузькій за 25 км від Донецька. До окупації підпорядковувалося Грузько-Зорянській селищній раді Макіївки. Відстань до Макіївка становить близько 13 км і проходить автошляхом місцевого значення.

## Населення

### Мова
Розподіл населення за рідною мовою за даними перепису 2001 року:
| Мова            | Кількість | Відсоток |
| --------------- | --------- | -------- |
| російська       | 1092      | 83.74%   |
| українська      | 204       | 15.65%   |
| білоруська      | 2         | 0.15%    |
| вірменська      | 1         | 0.08%    |
| інші/не вказали | 5         | 0.38%    |
| Усього          | 1304      | 100%     |

За даними перепису 2001 року населення селища становило 1302 особи, з них 15,67 % зазначили рідною мову українську, 83,87 % — російську, 0,15 % — білоруську та 0,08 % — вірменську мову.